# Johannes Ronge

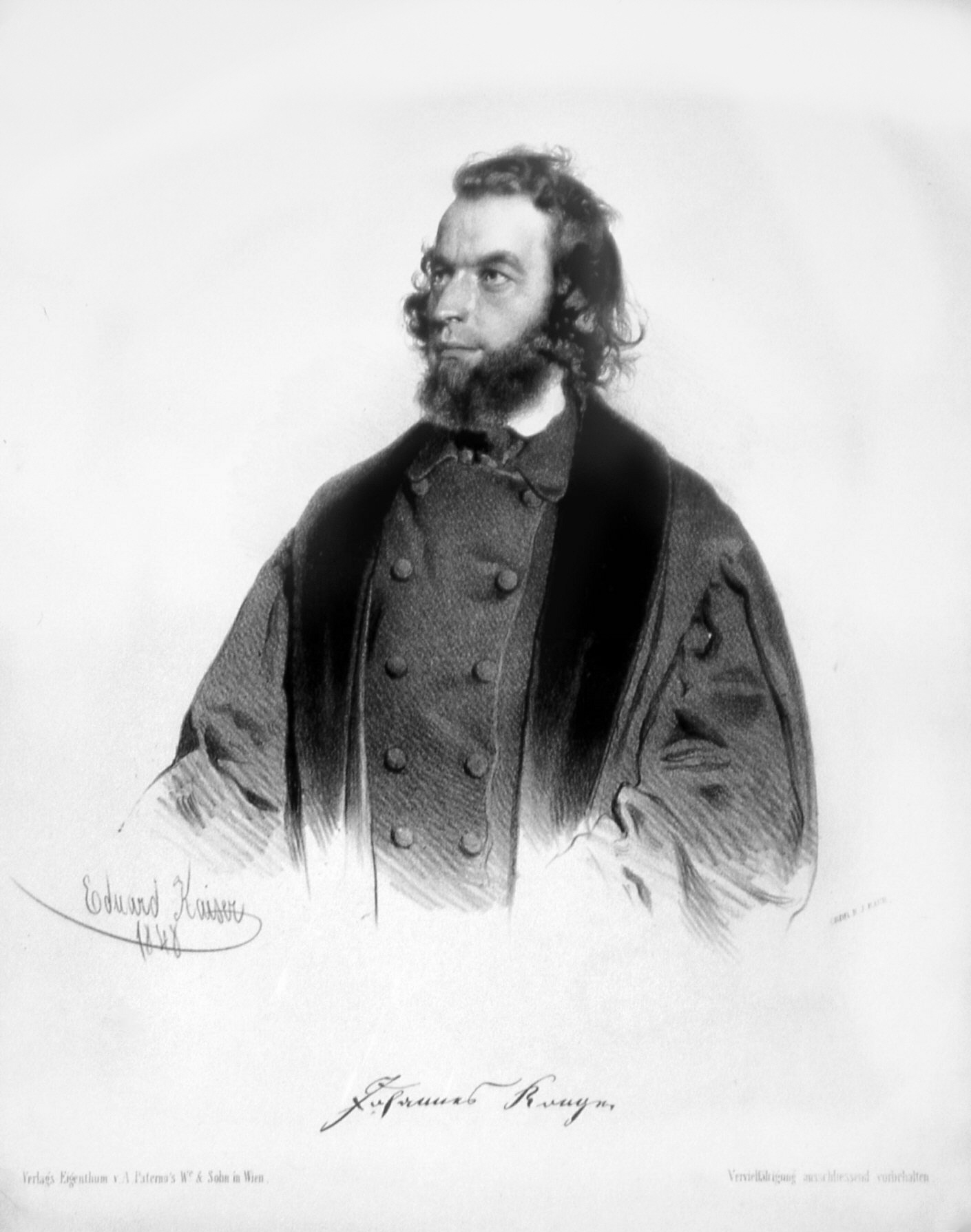
Johannes Ronge, Lithographie von Eduard Kaiser, 1848. Ronges Unterschrift:

Johannes Ronge (* 16. Oktober 1813 in Bischofswalde,  Landkreis Neisse, Oberschlesien; † 26. Oktober 1887 in Wien, Österreich-Ungarn) war ein deutscher katholischer Priester, der den Reliquienkult der römisch-katholischen Kirche kritisierte, wesentlich zur Gründung des Bundes Freireligiöser Gemeinden beitrug und als Begründer des Deutschkatholizismus gilt.

## Leben
Ronge wurde als Sohn einer kinderreichen Bauernfamilie in Bischofswalde geboren, besuchte von 1827 bis 1837 das Gymnasium in Neiße und studierte von 1837 bis 1839 katholische Theologie an der Universität Breslau, wo er 1837 Mitglied der Breslauer Burschenschaft Teutonia war und das Priesterseminar (Alumnat) besuchte.
In der Zeit des politischen Vormärz bewegte die römisch-katholische Kirche in Deutschland der aufkommende Ultramontanismus. Nach seiner Priesterweihe im Jahre 1841 war Ronge bis 1843 Kaplan in Grottkau in Schlesien, wo er im November 1842 den kirchenkritischen Aufsatz Rom und das Breslauer Domkapitel veröffentlichen ließ, der im Januar 1843 zu seiner Suspension durch den Breslauer Kapitularvikar und Bistumsadministor Joseph Ignaz Ritter führte. Im Herbst 1844 schrieb er einen offenen Brief an Wilhelm Arnoldi, den Bischof von Trier, gegen die Trierer Wallfahrt von 1844, die Ausstellung des Rockes Christi, einer Reliquie, was Ronge als Götzenfest („götzenhafte Verehrung der Reliquien“ und „unchristliches Schauspiel“) anprangerte. Dieser Brief, ein Offenes Sendschreiben, wurde in den von Robert Blum herausgegebenen Sächsischen Vaterlandsblättern am 13. Oktober 1844 veröffentlicht. Dieser Artikel wurde tausendfach kopiert und verteilt, woraufhin die katholische Kirche, vertreten durch den Bistumsadministrator, Ronge, der das Wallfahrt-Spektakel zudem als „modernen Ablaßkram“ bezeichnet und vor der „tyrannischen Macht der römischen Hierarchie“ gewarnt hatte, im gleichen Jahr am 4. Dezember exkommunizierte. Am 10. November hatte Heinrich Förster im Dom eine Predigt (Der Feind kommt, wenn die Leute schlafen, aus Matthäus 13, 25) gegen Ronge gehalten.
Im Januar 1845 rief Ronge daraufhin in Laurahütte bei Beuthen/Oberschlesien, wo er nach seiner Suspendierung Beamtenkinder des Eisenwerkes unterrichtete, zur Gründung einer neuen „romfreien“ Kirche auf, die sich im März 1845 den Namen deutschkatholisch gab. Der erste Gottesdienst der neuen „deutsch-katholischen Gemeinde“ fand unter ihrem ersten Seelsorger und Prediger Ronge am 9. März 1845 in der Armenhauskirche zu Breslau statt.
1845 umfasste die Gemeinde in Breslau bereits 1.200 Mitglieder, in Schlesien 50.000, und Ende des Jahres betrug die Zahl der deutschkatholische Gemeinden in ganz Deutschland 173.
Auf deren Synode 1847 waren 259 Gemeinden der „Deutschkatholiken“ vertreten. Diese neue Reformbewegung – der Schriftsteller Karl von Holtei bezeichnete Ronge als „Reformator“ – wurde vom liberalen Protestantismus begrüßt, später sollte es zu einer Verbindung beider Reformelemente kommen, zur dann freireligiös genannten Bewegung.
1848 nahm Ronge am Frankfurter Vorparlament teil und gehörte dort zum radikal-demokratischen Flügel. Wegen seiner öffentlichen Kritik des preußischen Königs in einem Artikel musste er 1849 aus Deutschland flüchten und emigrierte nach England, wo er 1851 die Frauenrechtlerin und Erzieherin Bertha Traun, geb. Meyer standesamtlich heiratete. 1852 gründete er in London die Humane Religionsgemeinde. Nach einer Amnestie konnte er 1861 als Prediger zu seiner Breslauer Gemeinde nach Deutschland zurückkehren, setzte sich für die Schaffung einer liberalen Nationalkirche ein und versuchte auch die jüdischen Reformgemeinden für den Gedanken einer allgemeinen freien Religion in Deutschland zu gewinnen. Im September 1868 trat Ronge zusammen mit Karl August Forstner in der neugegründeten neukatholischen und späteren unitarischen Gemeinde zu Wien auf. Ronge war Mitglied in der Freimaurerei. Am 13. Oktober 1887 erlitt er während eines Aufenthaltes in Wien einen Schlaganfall und wurde ins Rudolfinerhaus eingeliefert, wo er am 26. Oktober verstarb.

## Schriften
- „Ein Kaplan“: Rom und das Breslauer Domcapitel. (Briefliche Mitteilungen. Aus Schlesien) In: Sächsische Vaterlands-Blätter. Jahrgang 2, Nr. 135 10. (November), 1842, S. 559 f.
- Rom und das Breslauer Domkapitel. 1843
- Urtheil eines katholischen Priesters über den heiligen Rock zu Trier. (Laurahütte, den 1. October) In: Sächsische Vaterlands-Blätter. Jahrgang 4, 1844, Nr. 164 (13. Oktober) 1844, S. 667 f.
- Urteil eines katholischen Priesters über den „heiligen Rock“ zu Trier. J. Bagel, Wesel 1844 (Digitalisierte Ausgabe der Universitäts- und Landesbibliothek Düsseldorf)
- Johannes Ronge’s Erste Rede, gehalten in der Versammlung der freien christlichen (deutsch-katholischen) Gemeinde zu Wien, am 17. September 1848. Kaulfuß Witwe/Prandel & Comp., Wien 1848.
- The Reformation of the 19th Century. London, 1852
- Die nationale Bewegung und die religiöse Reform. Frankfurt/M., 1862
- Neue religiöse Reform, Organ des deutschen Reform-Vereins zur Förderung freier protestantischer Gemeinden resp. der freien deutschen Nationalkirche, Kindergärten, Schulen, Fortbildungsschulen. Zeitschrift ab 1864
- Religionsbuch für den Unterricht der Jugend in Familie und Schule in den freireligiösen, deutsch-katholischen und freiprotestantischen Gemeinden. Darmstadt, 1882